# Societat col·lectiva
La Societat col·lectiva és una societat personalista dedicada a l'explotació d'un objecte social, en nom col·lectiu i sota el principi de la responsabilitat personal, il·limitada, subsidiària i solidària dels seus socis. Això vol dir:
- Responsabilitat personal: de les obligacions de la societat en responen els socis. Per exemple, si la societat ha contret un deute amb un proveïdor o un banc i no pot fer-hi front (no pot pagar el deute), hauran de pagar-lo els socis.
- Responsabilitat il·limitada: els socis responen amb tots els seus béns i drets, presents i futurs, sense cap limitació de la quantitat.
- Responsabilitat solidària: si un soci no fa front a les seves obligacions derivades de la condició de soci (per exemple, perquè no té béns suficients), els altres socis se n'hauran de fer càrrec i reclamar-li després al soci morós.
- Responsabilitat subsidiària: els deutes socials s'hauran de cobrir primerament amb el patrimoni de la societat. Només en cas que aquest no sigui suficient es podrà actuar contra el patrimoni dels socis.

Les relacions internes entre els socis estan dominades pel contracte de societat, sempre que no siguin contraris a la llei. El més habitual és que les diverses legislacions que preveuen l'existència d'aquest tipus de societat exigeixin que la seva constitució es faci en escriptura pública i que aquesta s'inscrigui en un registre, com ara el Registre Mercantil a Espanya o el Registre de Comerç i Indústria d'Andorra.
A més d'en aquests dos estats, la societat col·lectiva existeix en d'altres com França, Itàlia, Alemanya, Argentina o Mèxic.

## Història
La societat col·lectiva és la més antiga de les societats mercantils. Va néixer a l'edat mitjana com una forma evolutiva de les comunitats hereditàries que continuaven amb l'exercici del comerç patern. Per això, en principi, només va unir persones lligades per vincles de sang. Posteriorment, aquesta comunitat de treball es va obrir a altres persones que no eren de la família, persones que no menjaven del mateix pa ("companyia" ve de cum panis).
Tot i que la societat col·lectiva segueix regulada per la legislació vigent, actualment ha quedat obsoleta per l'aparició de la societat anònima i la societat limitada, que tenen l'avantatge que la responsabilitat dels socis es limita al capital subscrit.

## La regulació de la societat col·lectiva en dret espanyol

### Requisits formals i contingut de l'escriptura
El contracte de societat ha de ser atorgat en escriptura pública i inscrit al Registre Mercantil. Aquesta escriptura haurà de contenir una sèrie de mencions mínimes, que són les establertes per l'article 125 del Codi de Comerç:
- nom, cognom i domicili dels socis;
- raó social;
- nom i cognom dels socis als quals s'encomani la gestió de la societat i l'ús de la signatura social;
- capital que aporta cada soci;
- duració de la societat;
- i si escau, les quantitats assignades a cada soci per a les seves despeses particulars.

Així mateix, l'article 209 del reglament del Registre Mercantil afegeix altres mencions que també hauran de constar en l'escriptura social en el moment de realitzar la primera inscripció de la societat:
- domicili social;
- l'objecte social;
- i la data d'inici de les operacions.

Més enllà de totes aquestes mencions mínimes, els socis són lliures d'incloure en l'escriptura pública els pactes lícits i les condicions especials que considerin convenients.

### Transformació de la societat col·lectiva
La transformació és l'operació jurídica mitjançant la qual la societat col·lectiva passa a adoptar la forma d'un altre tipus social. El canvi de forma de les societat col·lectives en societats anònimes o limitades és força freqüent avui dia per la preferència per les formes socials en què els socis tenen limitada llur responsabilitat.
Atès que es tracta d'un fenomen desconegut en el moment de redactar-se el Codi de Comerç, la regulació de la transformació està recollida en el Reglament del Registre Mercantil i en la Llei de Societats Anònimes (LSA).
La transformació requereix el consentiment de tots i cadascun dels socis, l'acord dels quals s'haurà de fer constar necessàriament en escriptura pública que posteriorment s'inscriurà al Registre Mercantil. En l'escriptura de transformació hauran de constar les mencions que la llei exigeixi per a la constitució del nou tipus social. Així mateix, s'haurà de redactar un balanç general de la societat tancat el dia anterior a l'atorgament de l'escriptura i l'informe d'experts sobre el patrimoni social no dinerari.
Malgrat la transformació subsisteix el règim de responsabilitat anterior respecte dels deutes contrets amb anterioritat a la transformació llevat que els creditors hagin consentit expressament a la transformació (article 232 de la LSA).

### Rescissió parcial del contracte de societat
La dissolució del vincle social respecte d'un dels socis pot venir bé de la seva voluntat, en cas que la societat s'hagi constituït per temps indefinit, o bé com a conseqüència d'una sanció imposada per la resta de socis.
El soci té dret de separació en les societats constituïdes per temps indefinit perquè ningú pot obligar-se a romandre en la societat per sempre.
Quant a la separació forçosa del soci, aquesta pot donar-se quan el soci hagi incomplert les seves obligacions, duent a terme alguna de les conductes recollides a continuació:
- quan hagi utilitzat els béns comuns i la signatura social en operacions per compte propi;
- quan s'hagi ingerit en l'administració de la societat no sent-ne el gestor;
- quan sent-ne l'administrador hagués comès frau;
- quan hagués incomplert l'obligació d'aportar la part del capital corresponent;
- quan hagués violat la prohibició de fer competència a la societat;
- quan hagués incomplert el deure de prestar oficis personals a la societat;
- i quan hagués incomplert qualsevol altra obligació social.

La rescissió exclou de la societat al soci voluntàriament separat o al soci culpable, però aquest continuarà sent responsable de les pèrdues produïdes abans de l'exclusió. Perquè la separació o exclusió tingui efectes erga omnes és necessari la seva inscripció al Registre Mercantil.

### Dissolució i liquidació de la societat
Les causes de dissolució poden ser contractuals o legals. Les causes contractuals hauran d'establir-se en el contracte de societat, mentre que les causes legals es troben als articles 221, 222 i 224 del Codi de Comerç.
Les causes legals de dissolució són les següents:
1. Complir-se el terme fixat en el contracte.
2. Realització de l'objecte de la companyia.
3. Pèrdua total del capital social.
4. Concurs de la companyia.
5. Mort d'un dels socis, tret de pacte exprés en contra en l'escriptura.
6. Inhabilitació d'un soci per a l'administració dels seus béns.
7. Concurs d'un dels socis.
8. Denúncia unilateral del contracte.